# Dansk Melodi Grand Prix
Dansk Melodi Grand Prix — данський музичний конкурс, що проводиться щороку та використовується як національний відбірковий тур для обрання учасника Євробачення від країни. Організується данською громадською телерадіомовною корпорацією Данське радіо (DR). Перший Dansk Melodi Grand Prix пройшов 1957 року.

## Переможці
| Рік     | Місце проведення | Пісня                                                              | Виконавці                      | Місце на «ESC»    | Ведучі                                                      |
| ------- | --- | ------------------------------------------------------------------ | ------------------------------ | ----------------- | ----------------------------------------------------------- |
| 1957[A] | Копенгаген (Radiohuset)                                                                                               | «Skibet skal sejle i nat»                                          | Густав Вінклер і Бірте Вільке  | 3                 | Волмер Серенсен                                             |
| 1958    | Копенгаген (Radiohuset)                                                                                               | «Jeg rev et blad ud af min dagbog»                                 | Ракель Растенні                | 8                 | Волмер Серенсен                                             |
| 1959    | Копенгаген (Radiohuset)                                                                                               | «Uh — Jeg ville ønske jeg var dig»                                 | Бірте Вільке                   | 5                 | Волмер Серенсен                                             |
| 1960    | Копенгаген (Radiohuset)                                                                                               | «Det var en yndig tid»                                             | Кеті Беттгер                   | 10                | Волмер Серенсен                                             |
| 1961    | Фредерисия (Fredericia Teater)                                                                                        | «Angelique»                                                        | Даріо Кампеотто                | 5                 | Волмер Серенсен                                             |
| 1962    | Копенгаген (Tivolis Koncertsal)                                                                                       | «Vuggevise»                                                        | Еллен Вінтер                   | 10                | Свенд Педерсен                                              |
| 1963    | Копенгаген (Tivolis Koncertsal)                                                                                       | «Dansevise»                                                        | Ґрете та Йорґен Інґманн        | 1                 | Маріан Біркелунд                                            |
| 1964    | Копенгаген (Tivolis Koncertsal)                                                                                       | «Sangen om dig»                                                    | Бьйорн Тідманн                 | 9                 | Бент Фабрік                                                 |
| 1965    | Закритий конкурс | «For din skyld»                                                    | Біргіт Брюль                   | 7                 | не було ведучих                                             |
| 1966    | Копенгаген (Tivolis Koncertsal)                                                                                       | «Stop, mens legen er god»                                          | Улла Піа                       | 14                | Аннет Фаборг                                                |
| 1978    | Копенгаген (Tivolis Koncertsal)                                                                                       | «Boom Boom»                                                        | Mabel                          | 16                | Йорген де Міліус                                            |
| 1979    | Сьоборг (TV Byen) | «Disco tango»                                                      | Томмі Зееебах                  | 6                 | Йорген де Міліус і Ерлінг Бундгаард                         |
| 1980    | Копенгаген (Falkoner Centret)                                                                                         | «Tænker altid på dig»                                              | Bamses Venner                  | 14                | Йорген де Міліус                                            |
| 1981    | Копенгаген (Valencia)                                                                                                 | «Krøller eller ej»                                                 | Томмі Зееебах і Дебббі Камерон | 11                | Йорген де Міліус, Джарл Фріілс-Міккелсен і Ерлінг Бундгаард |
| 1982    | Сьоборг (TV Byen) | «Video video»                                                      | Brixx                          | 17                | Йорген де Міліус                                            |
| 1983    | Сьоборг (TV Byen) | «Kloden drejer»                                                    | Грі Йогансен                   | 17                | Йорген де Міліус                                            |
| 1984    | Сьоборг (TV Byen) | «Det' lige dét»                                                    | Hot Eyes                       | 4                 | Йорген де Міліус                                            |
| 1985    | Конгенс-Люнгбю (ASA Studier)                                                                                          | «Sku' du spørg' fra no'en?»                                        | Hot Eyes                       | 11                | Йорген де Міліус                                            |
| 1986    | Сьоборг (TV Byen) | «Du er fuld af løgn»                                               | Trax                           | 6                 | Йорген де Міліус                                            |
| 1987    | Копенгаген (Tivolis Koncertsal)                                                                                       | «En lille melodi»                                                  | Анна-Катріна Ердорф            | 5                 | Йорген де Міліус                                            |
| 1988    | Сьоборг (TV Byen) | «Ka' du se hva' jeg sa'»                                           | Hot Eyes                       | 3                 | Йорген де Міліус                                            |
| 1989    | Копенгаген (Bella Center)                                                                                             | «Vi maler byen rød»                                                | Бірте К'єр                     | 3                 | Джарл Фріілс-Міккелсен і De Nattergale                      |
| 1990    | Копенгаген (Tivolis Koncertsal)                                                                                       | «Hallo hallo»                                                      | Лонні Девантір                 | 8                 | Бірте К'єр, Даріо Кампеотто і Зіта Бойє-Меллер              |
| 1991    | Орхус (Musikhuset Aarhus)                                                                                             | «Lige der hvor hjertet slår»                                       | Андерс Франдсен                | 19                | Мек Пек і Камілла Міе-Ренар                                 |
| 1992    | Ольборг (Aalborghallen)                                                                                               | «Alt det, som ingen ser»                                           | Кенні Любке і Лотте Нільсен    | 12                | Анна-Катріна Ердорф і Андерс Франдсен                       |
| 1993    | Оденсе (Odense Kongrescenter)                                                                                         | «Under stjernerne på himlen»                                       | Томмі Зеебах                   | 22                | Келль Хайк та Кірстен Сіггаард                              |
| 1995    | Сьоборг (TV Byen) | «Fra Mols til Skagen»                                              | Ауд Вілкен                     | 5                 | Gry de la Cour і Сідсель Агенсё                             |
| 1996[B] | Сьоборг (TV Byen) | «Kun med dig»                                                      | Дорте Андерсен і Мартін Лофт   | (25 в п/ф)        | Ганс Отто Бісгаард                                          |
| 1997    | Сьоборг (TV Byen) | «Stemmen i mit liv»                                                | Келей Кай                      | 16                | Ганс Отто Бісгаард                                          |
| 1999    | Сьоборг (TV Byen) | «Denne gang» / «This Time I Mean It»                               | Тріне Йепсен і Мікаель Тескль  | 8                 | Келд Хайк                                                   |
| 2000    | Копенгаген (Cirkusbygningen)                                                                                          | «Smuk som et stjerneskud» / «Fly on the Wings of Love»             | Brødrene Olsen                 | 1                 | Мікаель Кареє і Наташа Крон-Бак                             |
| 2001    | Хернинг (Messecenter Herning)                                                                                         | «Der står et billed' af dig på mit bord» / «Never Ever Let You Go» | Rollo & King                   | 2                 | Келд Хайк                                                   |
| 2002    | Копенгаген (Cirkusbygningen)                                                                                          | «Vis mig, hvem du er» / «Tell Me Who You Are»                      | Малена Мортенсен               | 24                | Мікаель Карьое і Сігне Свендсен                             |
| 2004    | Орхус (Atletion) | «Sig det' løgn» / «Shame on You»                                   | Томас Тордарсон                | (13 в п/ф)        | Петер Мюгінд і Наташа Крон-Бак                              |
| 2005    | Хорсенс (Forum Horsens)                                                                                               | «Tænder på dig» / «Talking to You»                                 | Якоб Свейструп                 | 9                 | Бірте К'єр і Джарл Фріілс-Міккелсен                         |
| 2006    | Ольборг (Gigantium)                                                                                                   | «Twist of Love»                                                    | Сідсель Бен Семман             | 18                | Адам Дюво Холл і Мадс Вангсе                                |
| 2007    | Хольстебро (Musikteatret Holstebro) — 1 півфінал Ольборг (Aalborghallen) — 2 півфінал Хорсенс (Forum Horsens) — фінал | «Drama Queen»                                                      | DQ                             | (19 в п/ф)        | Адам Дюво Голл і Камілла Оттесен                            |
| 2008    | Копенгаген (DR Byen) — півфінали Хорсенс (Forum Horsens) — фінал                                                      | «All Night Long»                                                   | Мэтью Саймон                   | 15                | Адам Дюво Голл і Камілла Оттесен                            |
| 2009    | Хернинг (Messecenter Herning)                                                                                         | «Believe Again»                                                    | Нільс Брінк                    | 13                | Фелікс Сміт і Бірте К'єр                                    |
| 2010    | Ольборг (Gigantium)                                                                                                   | «In a Moment Like This»                                            | Chanée & N'evergreen           | 4                 | Фелікс Сміт і Юлі Бертельсен                                |
| 2011    | Баллеруп (Ballerup Super Arena)                                                                                       | «New Tomorrow»                                                     | A Friend in London             | 5                 | Фелікс Сміт і Ліз Рьонне                                    |
| 2012    | Ольборг (Gigantium)                                                                                                   | «Should've Known Better»                                           | Солуна Самай                   | 23                | Луїза Вольфф і Еміль Торуп                                  |
| 2013    | Гернінг (Jyske Bank Boxen)                                                                                            | «Only Teardrops»                                                   | Еммелі де Форест               | 1                 | Луїза Вольфф, Ліз Рьонне і Софі Лассен-Кальке               |
| 2014    | Оденсе (Arena Fyn) | «Cliche Love Song»                                                 | Басім                          | 9                 | Луїза Вольфф і Якоб Рийзинг                                 |
| 2015    | Ольборг (Gigantium)                                                                                                   | «The Way You Are»                                                  | Anti Social Media              | (13 в п/ф)        | Есбен Бьєрре і Якоб Рійзінг                                 |
| 2016    | Хорсенс (Forum Horsens)                                                                                               | «Soldiers of Love»                                                 | Lighthouse X                   | (17 в п/ф)        | Якоб Рійзінг, Аннет Хейк і Гільда Хейк                      |
| 2017    | Гернінг (Jyske Bank Boxen)                                                                                            | «Where I Am»                                                       | Аня Ніссен                     | 20                | Йоганнес Ньюмарк та Аннет Хейк                              |
| 2018    | Ольборг (Gigantium)                                                                                                   | «Higher Ground»                                                    | Расмуссен                      | 9                 | Йоганнес Ньюмарк та Аннет Хейк                              |
| 2019    | Гернінг (Jyske Bank Boxen)                                                                                            | «Love Is Forever»                                                  | Леонора                        | 12                | Крістіан Гінтберг та Йоганнес Ньюмарк                       |
| 2020    | Копенгаген (Роял Арена)                                                                                               | «Yes»                                                              | Ben & Tan                      | Конкурс скасовано | Расмус Бйорг і Гелла Йооф                                   |
| 2021    | Копенгаген (DR Byen)                                                                                                  | «Øve is på hinanden»                                               | Fyr & Flamme                   | (11 в п/ф)        | Мартін Брюгманн і Тіна Мюллер                               |
| 2022    | Гернінг (Jyske Bank Boxen)                                                                                            | «The Show»                                                         | Reddi                          | (13 в п/ф)        | Мартін Брюгманн і Тіна Мюллер                               |